# Rhuda difficilis
Rhuda difficilis är en fjärilsart som beskrevs av William Schaus 1911. Rhuda difficilis ingår i släktet Rhuda och familjen tandspinnare. Inga underarter finns listade.